# Авдиенко, Михаил Оверкович
Михаи́л Ове́ркович Авдие́нко (1892, по другим данным 1886, Воскресенка — 8 сентября 1937, Сандармох) — советский и украинский политический и общественный деятель.

## Биография
Родился в селе Воскресенка Александровского уезда Екатеринославской губернии в зажиточной крестьянской семье. По национальности украинец. Окончил народную школу.
Воевал на фронтах Первой мировой войны. Активный участник революционных событий 1917 года в Киеве от ЦК УСДРП. Входил в состав УЦР 3-го созыва. С конца 1918 года — член группы «незалежников». После отбытия Директории к Белой Церкви 15 ноября 1918 года — в составе созданного при ЦК УСДРП украинского военно-революционного комитета в Киеве. В 1919 году вместе с этой группой вошёл во Всеукраинский ревком для вооружённой борьбы против большевистского правительства Раковского.
С 1920 года — член Центрального Комитета Украинской коммунистической партии (УКП). Был редактором издания «Советский статистик».
В 1930-х годах был репрессирован. Отбывал наказание в Беломорско-Балтийском лагере.
Решением тройки НКВД Карельской АССР от 26 августа 1937 расстрелян 8 сентября 1937 в урочище Сандармох (Медвежьегорский район, Карелия).
Реабилитирован 9 апреля 1966 года.